# 卡斯滕·菲舍尔
卡斯滕·菲舍尔（德語：Carsten Fischer，1961年8月29日—），德国男子曲棍球运动员。他曾代表西德、德国参加1984年、1988年、1992年和1996年夏季奥林匹克运动会曲棍球比赛，获得一枚金牌和二枚银牌。